# NGC 2798
NGC 2798 là một thiên hà xoắn ốc có thanh chắn trong chòm sao Thiên Miêu. NGC 2798 và NGC 2799 được liệt kê trong Danh mục Arp là Arp 283 và được ghi chú là "cặp thiên hà tương tác". 
 Thiên hà được liệt kê trong Thiên thể NGC.